# FC Tambov
El FC Tambov (del ruso: ФК Тамбов) fue un equipo de fútbol de Rusia que jugó en la Liga Premier de Rusia, antes de su desaparición en 2021.

## Historia
Fue fundado en el año 2013 en la ciudad de Tambov y es el segundo equipo de fútbol profesional en Tambov junto al FC Spartak Tambov.
El club inició en la Segunda División de Rusia, en la cual estuvo por 3 temporadas hasta su ascenso a la Primera División de Rusia para la temporada 2016/17.
En la temporada 2018/19 gana el título de la Primera División de Rusia, por lo que jugará en la Liga Premier de Rusia por primera vez en la temporada 2019/20.
En la temporada 20/21 tras haber descendido de la Liga Premier de Rusia , el club no tiene para pagar unas deudas que debía y se ve obligado a desaparecer después de 8 años de su fundación.
Actualmente no hay ningún club que quiera refundar al desaparecido  FC Tambov 

## Palmarés
- Primera División de Rusia: 1

2018/19
- Segunda División de Rusia: 1

2016/17